# Vallis Snellius

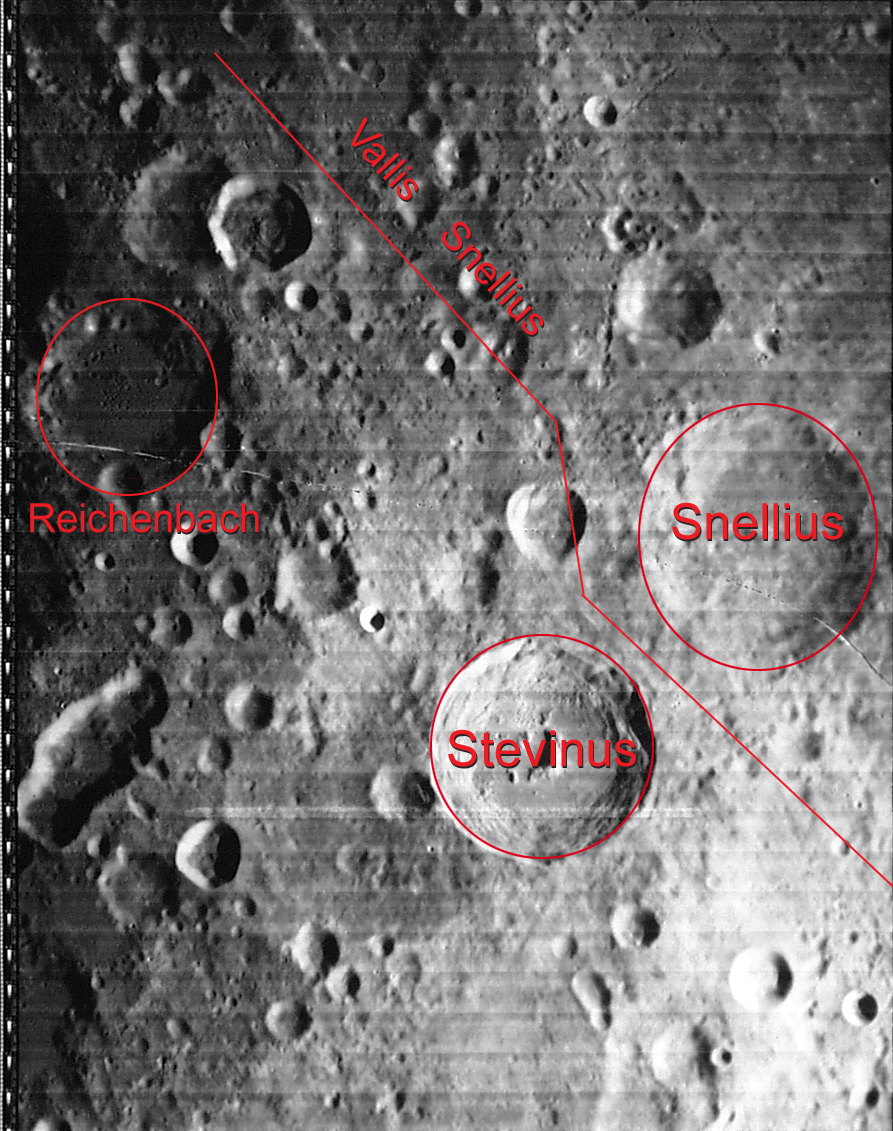
Imagen LPI

El Vallis Snellius es un valle lineal situado en la cara visible de la Luna. Está ubicado en la accidentada parte sudeste de la superficie visible desde la Tierra, al sur del Mare Fœcunditatis. Su orientación es radial hacia el oeste-noroeste con respecto a la cuenca del Mare Nectaris, muy similar a la del Vallis Rheita (situado hacia el suroeste), y los dos comparten un origen común. Las coordenadas selenográficas del valle son 31.1 Sur y 56.0 Este, con una longitud máxima de 592 km, lo que lo convierte en el valle con nombre propio más largo de la Luna.

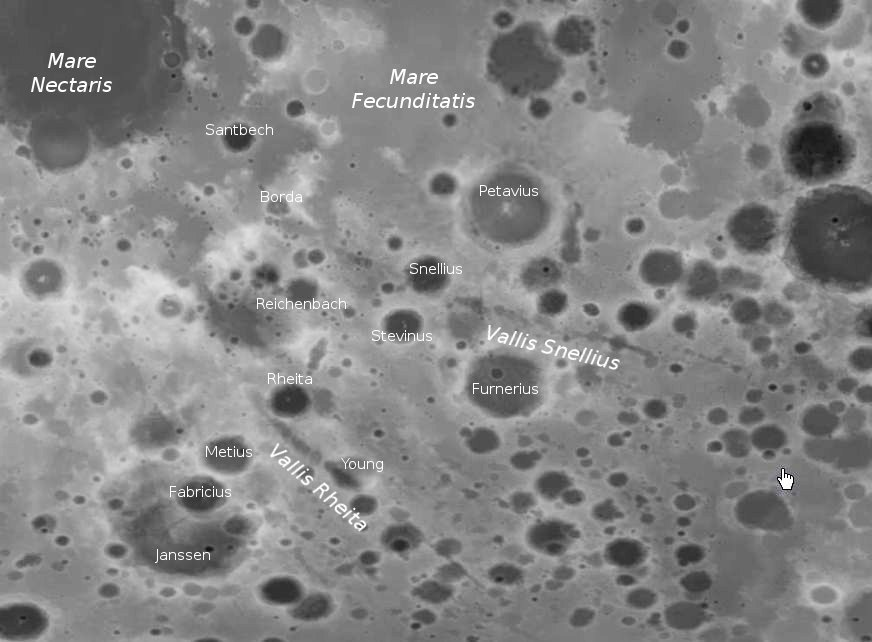
El Vallis Snellius y el Vallis Rheita (imagen LRO)

Aunque su configuración es predominantemente lineal, el valle tiene una forma irregular y ha sido muy desgastado por la erosión causada por numerosos impactos, por lo que es difícil delimitar con precisión su superficie. El cráter Snellius, del que lleva el nombre, yace sobre el valle, que atraviesa la mitad sur del suelo del cráter. Cerca de la parte norte del valle se halla el cráter Borda.